# 산 로렌초 성당
산 로렌초 성당(이탈리아어: Basilica di San Lorenzo)는 이탈리아 피렌체에 있는 가장 큰 성당 중 하나이며, 도시 주 시장 지구에 위치했으며, 코시모 일 베키오부터 코시모 3세에 이르는 주요 메디치 가문 인사들 모두가 묻혀있는 곳이다. 393년에 축성되며 피렌체에서 가장 오래된 교회라고 주장되는 곳 중 한 곳이며, 도시 성벽 바깥쪽에 있었다. 공식 주교구가 산타 레파라타로 옮겨지기전까지 300년간 피렌체의 주교좌 성당이었다. 산 로렌초 성당은 또한 메디치 가문의 본당이기도 했다. 1419년 조반니 디 비치 데 메디치는 11세기 로마네스크 건축 양식으로 성당 재건을 하는 자금 지원을 제공했다. 15세기 초 르네상스 건축 양식을 이끌던 필리포 브루넬레스키가 이 작업을 하기로 의뢰를 받았지만, 그가 사망한 후에야 완공되었다. 산 로렌초 성당은 중요한 건축적, 예술적 작품들이 포함된 거대한 수도원 건물의 일부이기도 하였는데, 구 성물안치소는 브루넬레스키가, 내부 장식과 조각상들은 도나텔로가, 메디체아 라우렌치아나 도서관은 미켈란젤로가 하였으며, 신 성물안치소는 미켈란젤로의 디자인을 토대로 하였고, 메디치 예배당은 마테오 니게티가 하였다.

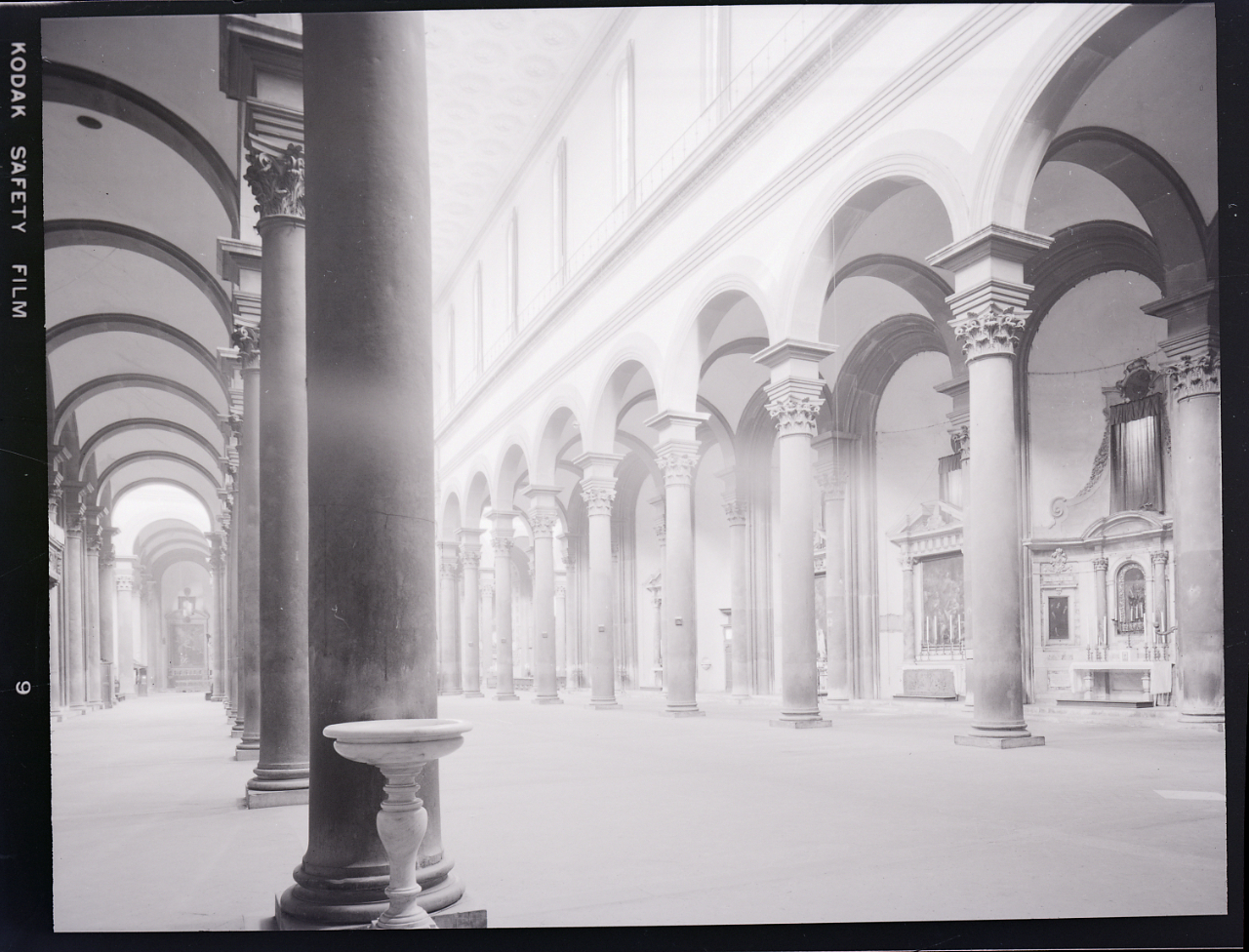
San Lorenzo

## 같이 보기
- 메디치 예배당